# Macaria (actriz)
Delia Beatriz de la Cruz Delgado (Ciudad de México, 20 de diciembre de 1949), conocida como Macaria, es una actriz mexicana. Es conocida por interpretar el personaje de Magdalena Pérez de López, en la serie Vecinos (2005).

## Filmografía

### Cine
| Año  | Título                                    | Papel                 | Notas                            |
| ---- | ----------------------------------------- | --------------------- | -------------------------------- |
| 1969 | Paula                                     | Personaje desconocido | Debut cinematográfico            |
| 1969 | Las pirañas aman en cuaresma              | Amante de Raúl        |                                  |
| 1970 | Remolino de pasiones                      | Chica en fiesta       | No acreditada                    |
| 1970 | Matrimonio y sexo                         | Personaje desconocido |                                  |
| 1970 | Paraíso                                   | Chabelita             | Acreditada como Delia de la Cruz |
| 1972 | La fuerza inútil                          | Ivette                |                                  |
| 1972 | Mi niño Tizoc                             | Soledad Flores        |                                  |
| 1972 | Apolinar                                  | Personaje desconocido |                                  |
| 1973 | La mansión de la locura                   | Personaje desconocido |                                  |
| 1973 | El monasterio de los buitres              | Eusebia               |                                  |
| 1974 | Los leones del ring                       | Alicia Ballesteros    |                                  |
| 1974 | Los leones del ring contra la Cosa Nostra | Alicia Ballesteros    |                                  |
| 1974 | La disputa                                | Davonne               |                                  |
| 1983 | El guerrillero del norte                  | La Calandria          |                                  |
| 1989 | Rosendo Fierro: El correo de Villa        | Micaela               |                                  |
| 1991 | Ciudad de ciegos                          | Mara                  |                                  |
| 2015 | Yo no creo en los hombres... el origen    | Esperanza             | Telefilme                        |
| 2019 | La boda de la abuela                      | Aurora                |                                  |
| 2024 | Bataca                                    | Gina                  | Cortometraje                     |

### Televisión
| Año           | Título                             | Papel                                  | Notas |
| ------------- | ---------------------------------- | -------------------------------------- | --- |
| 1967          | Amor sublime                       | Personaje desconocido                  | Debut actoral |
| 1973          | Entre brumas                       | Doris                                  | |
| 1978          | Ladronzuela                        | Perlita                                | |
| 1979          | No tienes derecho a juzgarme       | Personaje desconocido                  | |
| 1979          | Vamos juntos                       | María Elena                            | |
| 1980          | Chespirito                         | Silvia                                 | Temporada 1, episodio 40: «La película» |
| 1980–81       | Pelusita                           | Pelusita                               | |
| 1981          | Juegos del destino                 | Hilda                                  | |
| 1982          | Déjame vivir                       | Yolanda                                | |
| 1984          | Dos mujeres en mi casa             | Macaria                                | |
| 1985          | Juana Iris                         | Elisa                                  | |
| 1988          | La hora marcada                    | Mamá                                   | Temporada 1, episodio 42: «Yo quiero a mi mamá» |
| 1988          | Encadenados                        | Isabel                                 | |
| 1991          | Atrapada                           | Rita                                   | |
| 1992          | Tenías que ser tú                  | Dolores Velandia viuda de Beltrán      | |
| 1997          | El secreto de Alejandra            | Elvira                                 | |
| 1998          | ¿Qué nos pasa?                     | Personaje desconocido                  | Temporada 1, episodio 20 |
| 1999          | Nunca te olvidaré                  | Berenice Cordero                       | |
| 1999          | Cuento de Navidad                  | Cabellarana / Lamberta                 | |
| 2000          | DKDA: Sueños de juventud           | Prudencia Rincón                       | |
| 2001          | Atrévete a olvidarme               | Hanna Rivas Montaño                    | |
| 2001          | Navidad sin fin                    | Angelita                               | |
| 2000–01       | El precio de tu amor               | Adelina                                | |
| 2001–05       | Mujer, casos de la vida real       | Varios personajes                      | Temporada 18, episodio 58: «La edad de oro» (2001) «Corazón herido» (2001) Temporada 19, episodio 106: «Noche de vino y rosas» (2002) Temporada 21, episodio 45: «Flor de muerte» (2004) «El canto del jilguero» (2004) Temporada 22, episodio 17: «Sonidos muertos» (2005) «Clandestinidad» (2005) «Princesita» (2005) |
| 2002          | La otra                            | Fátima de Salazar                      | |
| 2003          | Clap!... El lugar de tus sueños    | Lucia                                  | |
| 2004          | Amarte es mi pecado                | Dra. Clara Santacruz                   | |
| 2005          | Bajo el mismo techo                | Francisca Murillo                      | |
| 2005-presente | Vecinos                            | Magdalena Pérez de López               | |
| 2006          | Bailando por la boda de mis sueños | Concursante                            | Programa de telerrealidad |
| 2007–08       | Tormenta en el paraíso             | Paloma Martínez / Paloma               | |
| 2008–09       | Un gancho al corazón               | Isabel López                           | |
| 2009          | Ellas son... la alegría del hogar  | Vecina de la privada                   | |
| 2009          | Alma de hierro                     | Ángela de Camargo                      | |
| 2009–2010     | Los exitosos Pérez                 | Rebeca Ramos Villaseñor                | |
| 2011–12       | Amorcito corazón                   | Hortensia Tres Palacios de Ballesteros | [ 1 ] |
| 2012          | La familia P. Luche                | Paulina                                | Temporada 3, episodio 8: «Valle del nabo» |
| 2013–14       | Por siempre mi amor                | Minerva                                | [ 2 ] |
| 2014–15       | Yo no creo en los hombres          | Esperanza                              | [ 3 ] |
| 2015          | La rosa de Guadalupe               | Esperanza                              | Temporada 8, episodio 15: «La preferida» |
| 2015–16       | Antes muerta que Lichita           | Fátima                                 | [ 4 ] [ 5 ] |
| 2017          | Como dice el dicho                 | Varios personajes                      | Temporada 7, episodio 9: «Barba de tres colores, no la traen sino traidores» Temporada 7, episodio 141: «Hablando se entiende la gente» |
| 2018          | Y mañana será otro día             | Mercedes Garza Ávila                   | |
| 2018          | El privilegio de mandar            | Elena Poniatowska                      | Tercera temporada |
| 2019          | Mi querida herencia                | Pilar                                  | |
| 2020–21       | 100 días para enamorarnos          | Mónica Franco                          | [ 6 ] |
| 2021–22       | Parientes a la fuerza              | Mamá Rosa                              | [ 7 ] |
| 2022–23       | El privilegio de mandar            | Claudia Sheinbaum                      | Cuarta temporada |
| 2025          | Riquísimos, por cierto             | Magdalena Pérez López                  | Protagonista |

### Teatro
| Año  | Título                        |
| ---- | ----------------------------- |
| 1970 | El juego que todos jugamos    |
| 1973 | Vaselina                      |
| 1977 | El diluvio que viene          |
| 1977 | Amor sin barreras             |
| 1981 | Están tocando nuestra canción |
| 1987 | Barnum                        |
| 2006 | Anita la huerfanita           |
| 2008 | La muchacha sin retorno       |
| 2008 | Chiquita pero picosa          |
| 2010 | Toc Toc                       |

## Premios y nominaciones

### Premios TVyNovelas
| Año  | Categoría               | Telenovela                | Resultado |
| ---- | ----------------------- | ------------------------- | --------- |
| 2020 | Mejor actriz de comedia | Vecinos                   | Ganadora  |
| 2015 | Mejor actriz de reparto | Yo no creo en los hombres | Nominada  |